# Ficedula parva
Ficedula parva là một loài chim trong họ Muscicapidae.

## Hình ảnh

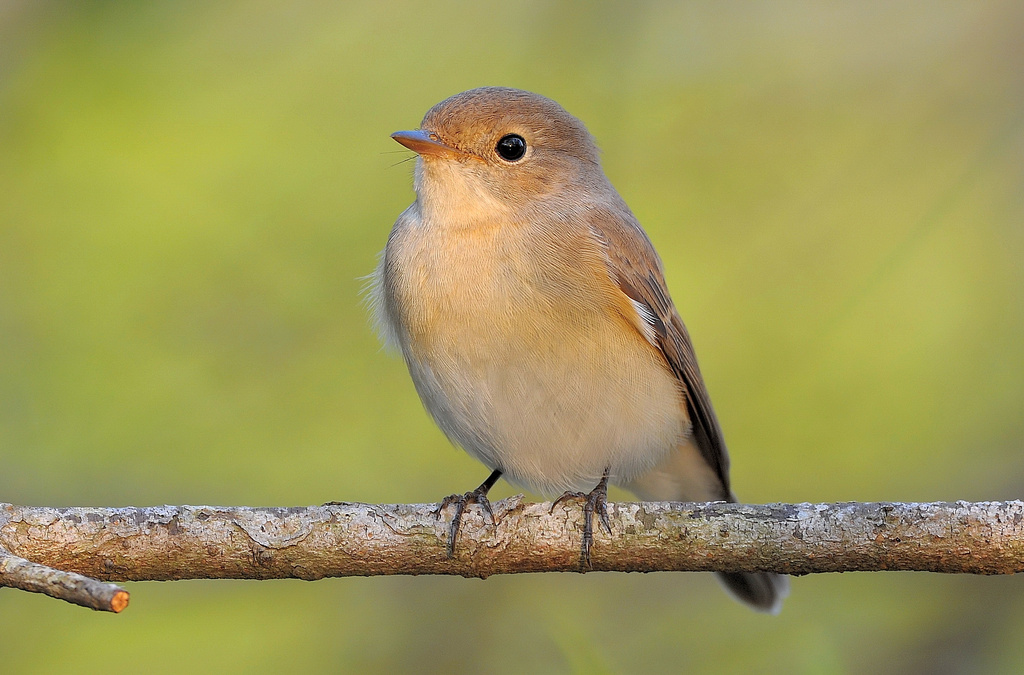
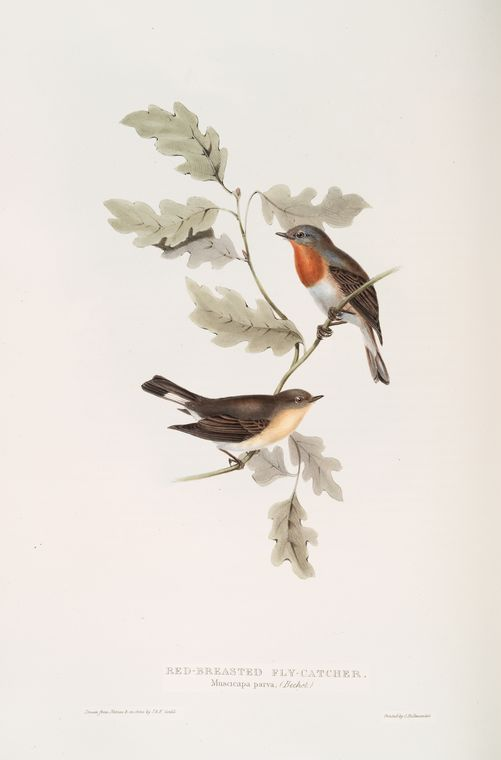
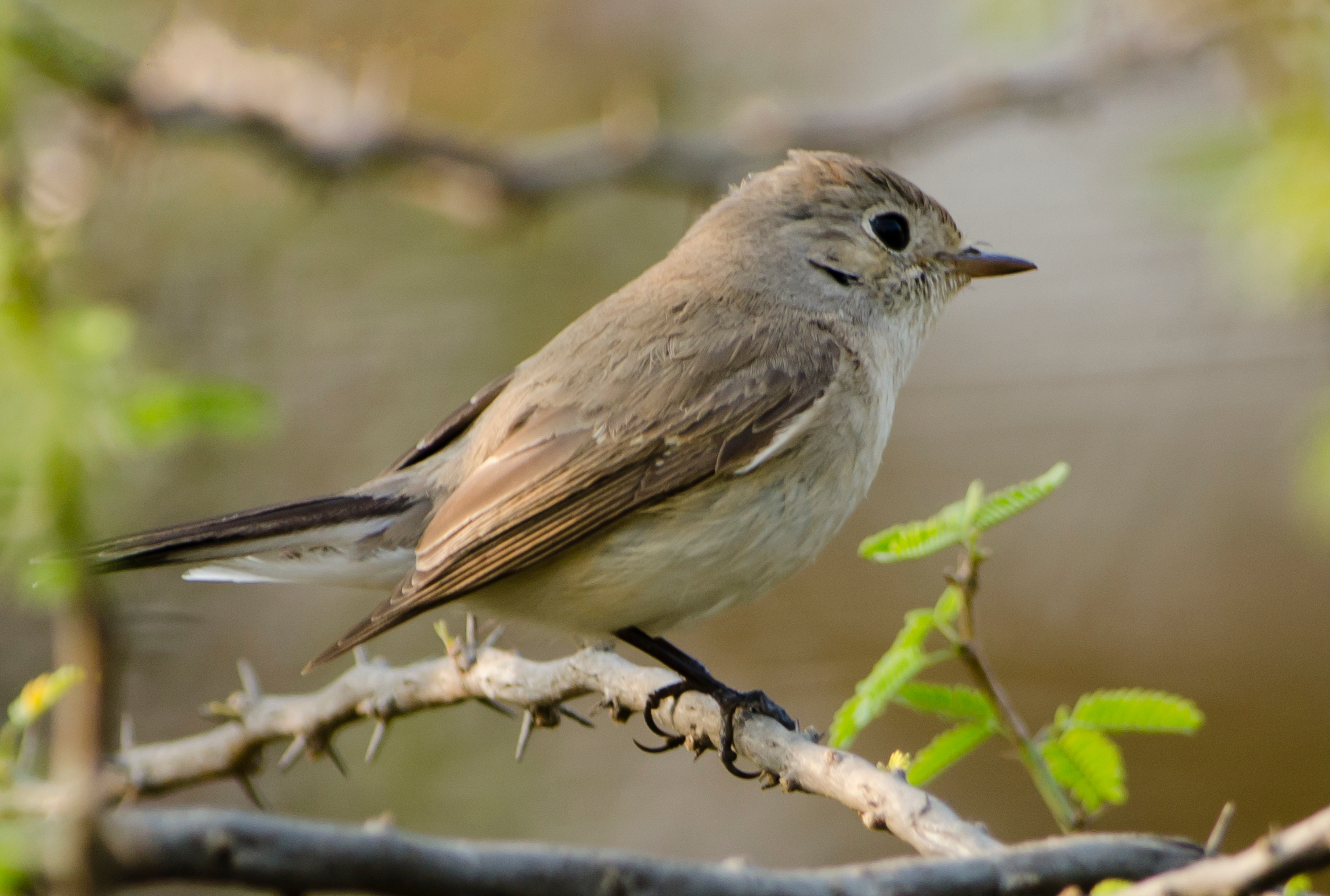
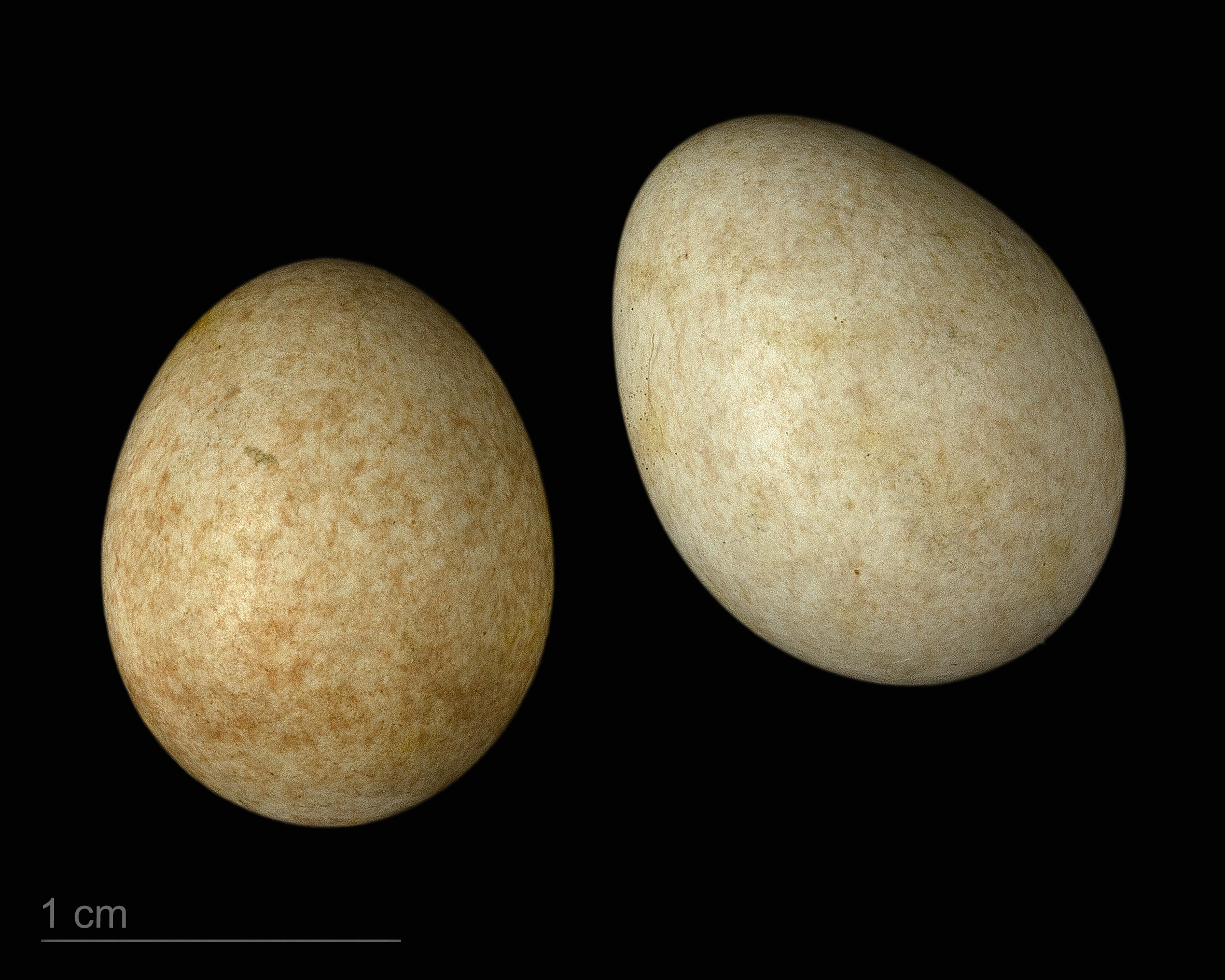
Ficedula parva